# Екатеринбургская объездная дорога

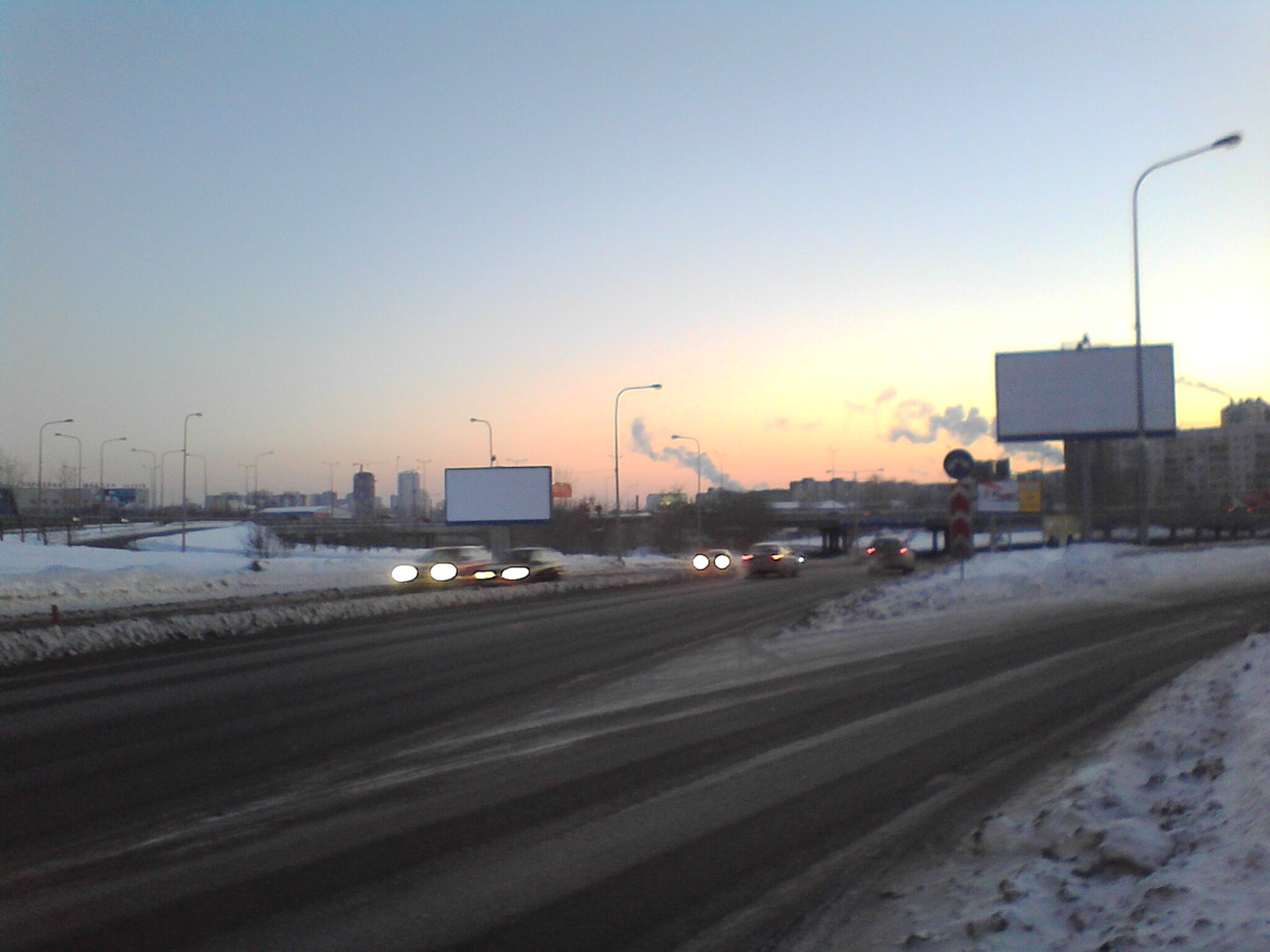
Начало дороги в месте соединения с Базовым переулком и пересечения с Кольцовским трактом

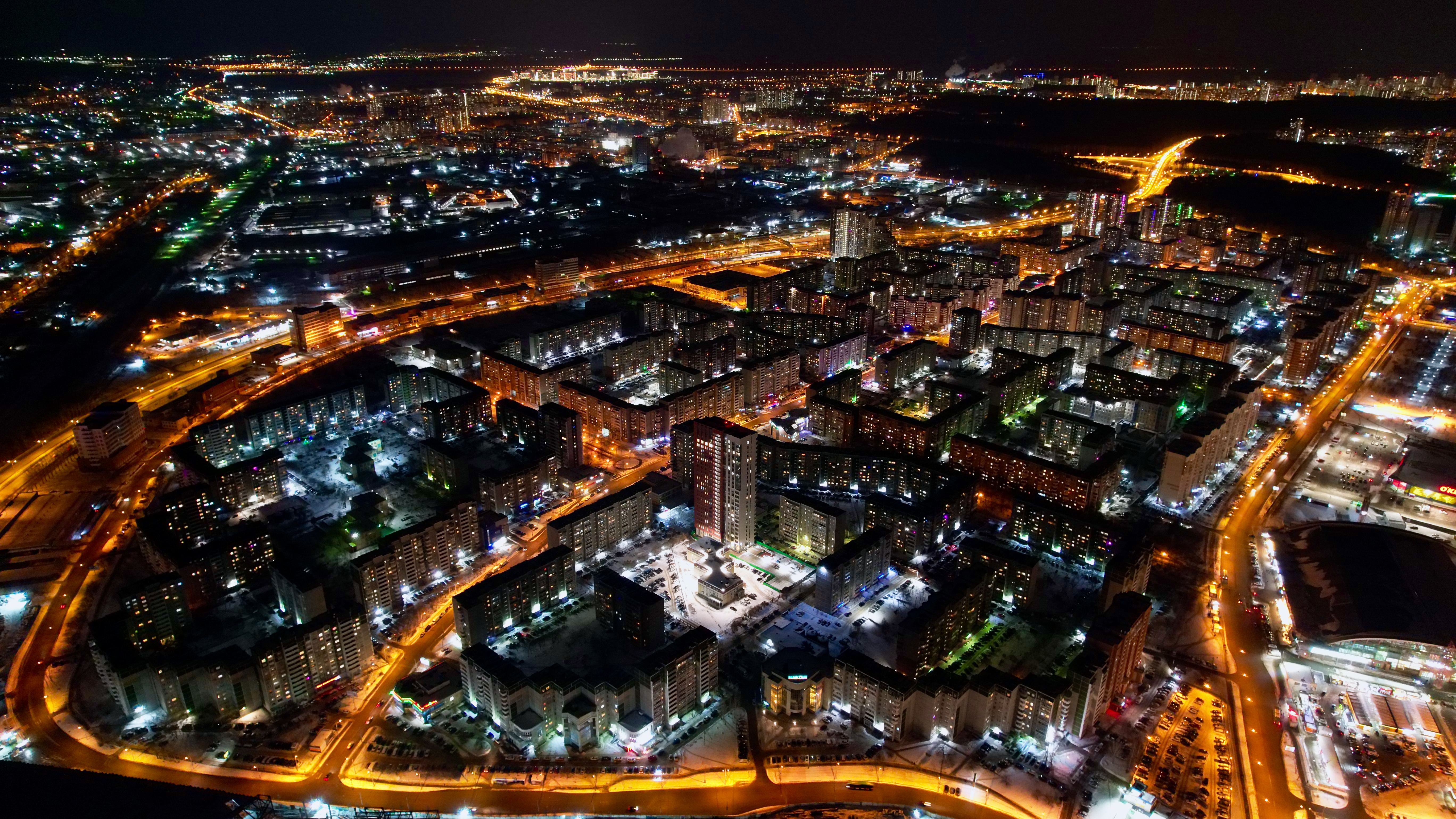
Дорога (в верхней части снимка) огибает жилой район Ботанический

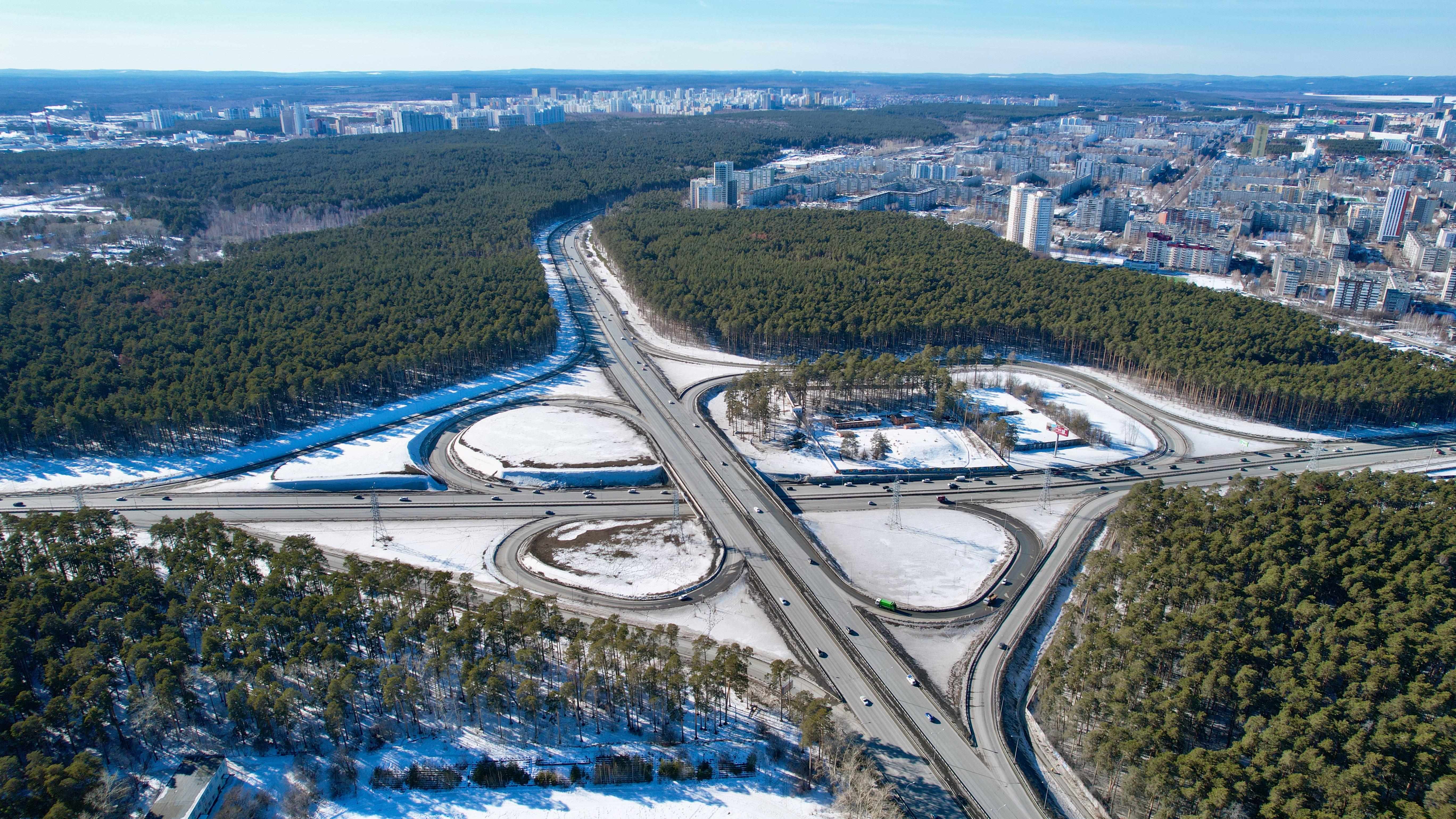
Развязка с Московской улицей

Объездная дорога — магистральная улица в Екатеринбурге, была разработана Гипрокоммундортрансом как трасса непрерывного движения, направленная по касательной к центру города для транзитных транспортных потоков. Проект трассы, как и вся улично-дорожная сеть, проектировался из расчета 170 машин на тысячу жителей. По мере роста города трасса превратилась в внутригородскую транспортную артерию. В XXI веке её функции взяла на себя Екатеринбургская кольцевая автомобильная дорога.

## Маршрут
- Начинается от трассы Р242 E 22.
- Перекресток Объездная дорога — Светлореченская улица.
- Кольцевой перекресток Объездная дорога — улица Серафимы Дерябиной.
- Объездная дорога — улица Амундсена.
- Развязка Объездная дорога — Московская улица.
- Развязка Объездная дорога — улица Белинского[2] (Челябинский тракт М5 Р36)
- Развязка Кольцовского тракта, Объездной дороги и Базового переулка.

### Характеристика трассы
- Длина объездной дороги 12,78 км[3].
- Является четырёхполосной магистральной улицей.

## История
Впервые планы по строительству Объездной дороги появились в генеральном плане города Свердловска 1972 года.
Возведение транспортной развязки на пересечении Объездной дороги с Базовым переулком и Кольцовским трактом (дублером Челябинского тракта) было утверждено распоряжением № 277 от 5 июня 1996 года. Строительство началось в 1996 году и с учётом съездов и работ по благоустройству завершилось в 1998 году.
Строительство развязки на пересечении Объездной дороги и Московской улицы началось в феврале 2013 года.
7 июля 2014 года был открыт мост новой развязки типа «полный клевер» на пересечении Объездной дороги и Московской улицы
В июле 2014 года началась разработка проекта развязки на пересечении Объездной дороги и улицы Серафимы Дерябиной. В феврале 2015 года проект развязки прошёл государственную экспертизу. Развязка призвана улучшить транспортную доступность крупного строящегося жилого района Академический, сменив находившийся там круговой перекрёсток.
В сентябре 2014 года в рамках программы «Столица» перекресток Светлореченской улицы и Объездной дороги подвергся реконструкции. Появились дополнительные полосы поворота, причем как со стороны Объездной дороги, так и со стороны Светлореченской улицы
В ноябре 2017 года в рамках федеральной программы «Безопасные и качественные дороги» было анонсировано строительство развязки на пресечении Объездной дороги и улицы Амундсена типа «неполный клевер». Проект развязки тот же, что и был в 2014 году
В конце января 2018 года в рамках федеральной программы «Безопасные и качественные дороги» анонсировано начало первого этапа строительства развязки улицы Серафимы Дерябиной и Объездной дороги.
23 июля 2018 года был объявлен аукцион на исполнение строительных работ в рамках первого этапа строительства развязки на пересечении Объездной дороги и улицы Серафимы Дерябиной.
Строительство развязки на пересечении улицы Серафимы Дерябиной и Объездной дороги началось 26 сентября 2018 года. Срок окончания работ 30 ноября 2021 года. В сентябре 2019 года был завершен первый этап реконструкции, в рамках которого кольцевой перекресток был «пробит» насквозь. В мае 2020 года анонсировано начало второго этапа строительства.

### Перспективы развития Объездной дороги
До 2050 года планируется:
- Строительство дополнительных съездов на развязке Объездная дорога — улица Белинского.
- Строительство развязки Объездная дорога — улица Чкалова,
- Достройка третьего уровня развязки Объездная дорога — улица Серафимы Дерябиной для выхода на планируемую улицу Верхе-Уфалейскую (в другом проекте — улицу Барклая).
- Строительство развязки Светлореченская — Московский тракт — Объездная дорога[20][21].